# Wilfredo Vázquez
Wilfredo Vázquez (n. 2 de agosto de 1960) es un boxeador profesional retirado de Puerto Rico. Fue campeón mundial en tres categorías diferentes, Peso gallo, Peso supergallo y Peso pluma.